# فخرالدین احمد
فخرالدین احمد (انگلیسی: Fakhruddin Ahmed؛ زادهٔ ۱ مهٔ ۱۹۴۰) یک سیاست‌مدار اهل بنگلادش است.